# Valtopina
Valtopina là một đô thị ở Tỉnh Perugia trong vùng Umbria, có khoảng cách khoảng 30 km về phía đông của Perugia. Tại thời điểm ngày 31 tháng 12 năm 2004, đô thị này có dân số 1.399 người và diện tích là 40,5 km².
Đô thị Valtopina có các frazioni (các đơn vị cấp dưới, chủ yếu là các làng) Giove, Sasso, Poggio, Ponte Rio, Balciano, Santa Cristina, Gallano, và Casatommaso.
Valtopina giáp các đô thị: Assisi, Foligno, Nocera Umbra, Spello.